# Lin-Manuel Miranda
Lin-Manuel Miranda (n. 16 ianuarie 1980, New York City, New York, SUA) este un actor, compozitor, scriitor și rapper american. Este compozitorul și textierul musicalurilor premiate In the Heights și Hamilton.
A fost supranumit „noul Gene Kelly”. Este o personalitate majoră din noua epocă de aur a filmelor muzicale datorită rolurilor din Mary Poppins revine, In the Heights sau Moana ca actor, compozitor sau scriitor.
A primit de-a lungul carierei trei premii Tony, trei Grammy, două premii Laurence Olivier, două Emmy, un premiu Annie, un premiu Bursa MacArthur și un premiu Pulitzer.

## Viața
Miranda a crescut în Manhattan din părinți portoricani și a urmat cursurile Universității Wesleyan. În al doilea an de facultate, a început să lucreze la In the Heights. Musicalul combină stilurile de muzică și hip-hop din America Latină cu muzica tradițională. Piesa abordează impactul gentrificării și al mobilității ascendente asupra unui cartier de imigranți. O variantă timpurie a piesei In the Heights a avut premiera în 1999. Musicalul a fost jucat în afara Broadway până în 2007 și pe Broadway din 2008. Miranda a jucat rolul principal, personajul Usnavi. Producția de la Broadway a câștigat patru premii Tony, iar înregistrarea audio a primit un Grammy.
Din 2007 până în 2015, Miranda a lucrat la Hamilton, un musical despre viața părintelui fondator american Alexander Hamilton. Hamilton combină hip-hop-ul, muzica Broadway și diverse stiluri de muzică populară. Musicalul a avut premiera în afara Broadway în ianuarie 2015 și a fost jucat pe Broadway din august 2015. Miranda l-a interpretat pe Alexander Hamilton. Producția de pe Broadway a câștigat un premiu Pulitzer și unsprezece premii Tony,, iar înregistrarea producției de pe Broadway a câștigat un Grammy. Miranda a primit premiul Tony pentru cea mai bună muzică originală. În plus, o serie de melodii din înregistrările americane au primit discuri de platină și aur, iar albumul a primit nouă discuri de platină.
Miranda a scris două piese muzicale pentru filmul Star Wars: The Force Awakens. Miranda a fost implicat și în coloana sonoră a filmului Moana. El a scris muzica și versurile pentru piesa How Far I'll Go, care a primit o nominalizare la premiul Grammy și la Oscar în 2017. Pe lângă discul de platină din SUA, a primit și un disc de aur în Marea Britanie pentru single-ul We Know the Way. În Marea Britanie a primit discuri de argint pentru piesele Aaron Burr Sir și My Shot.
În 2017, a fost inclus în Academia de Arte și Științe Cinematografice (AMPAS), care acordă anual Premiile Oscar.
La cea de-a 46-a ediție a People's Choice Awards , actorul și muzicianul a câștigat premiul la categoria Starul filmului dramatic din 2020 pentru filmul muzical Hamilton.

## Viața personală
S-a căsătorit în anul 2010 cu Vanessa Nadal, o prietenă din liceu. La nunta sa, Lin a interpretat cântecul To Life din piesa Scripcarul pe acoperiș. 
Vanessa Nadal a fost avocat la Cabinetul Jones Dany.
Cei doi au împreună doi băieți, Sebastian născut în noiembrie 2014 și Francisco născut în februarie 2018.
În 2016, a realizat cu ajutorul lui Barack Obama o interpretare ad-hoc rap (freestyle) la Casa Albă. El a primit tema de a improviza pornind de la cuvintele „constituție” și „Obamacare”.

## Filmografie

### Actor
- 1996: Prietenii lui Clayton
- 2007: The Sopranos (serial TV, Episodul 6x15 The Good Old Days)
- 2009-2010: Dr. House (serial TV, 3 episoade)
- 2009, 2011: Sesame Street (serial TV, 2 episoade)
- 2010: The Electric Company (Serial TV, Episodul 2x2)
- 2011: O familie modernă (Serial TV, Episodul 2x22 Sunt copiii responsabili pentru părinții lor?)
- 2012: Doar trimiteri (Serial TV, Episodul 2x8)
- 2012 Viața ciudată a lui Timothy Green
- 2012: The Polar Bears (scurtmetraj, rol vorbitor)
- 2012: Freestyle Love Supreme (film TV)
- 2013: 200 charter
- 2013: Do No Harm (serial TV, 11 episoade)
- 2013: Cum am cunoscut-o pe mama voastră (Serial TV, episodul 9x11 Rime sau te mănânc)
- 2014: Această viață americană: doar o noapte la BAM
- 2014: Studio Heads (scurtmetraj)
- 2016: Oameni dificili (Serial TV, Episodul 2x7)
- 2017: Discurs și dezbatere
- 2017: Curb Your Enthusiasm (serial TV, 2 episoade)
- 2017, 2020: BoJack Horseman (serial TV, 2 episoade, voce)
- 2018: Bartlett (serial TV, 2 episoade)
- 2018: Nina's World (Serial TV, Episodul 2x37, rol vorbitor)
- 2018: The Late Show cu Stephen Colbert (Serial TV, episodul 3x181)
- 2018: Mary Poppins revine
- 2018-2021: DuckTales (serie TV, 12 episoade, rol vocal)
- 2019: Brooklyn Nine-Nine (Serial TV, Episodul 6x9)
- 2019: Fosse/Verdon (miniserie, episodul 1x8)
- 2019: Formele mele preferate de Julio Torres (film TV, voce)
- 2019: Star Wars: The Rise of Skywalker
- 2019-2020: His Dark Materials (serie TV, 9 episoade)
- 2020: One Day at a Time (Serial TV, Episodul 4x7, rol vorbitor)
- 2020: Hamilton
- 2021: In the Heights
- 2021: Rita Moreno: Doar o fată care a decis să meargă pentru asta (documentar)
- 2021: Vivo - Full of Life ( Vivo, rol vorbitor)

### Regie
- 1996: Prietenii lui Clayton
- 2021: Tick, Tick... Boom!

### Muzică
- 2016: Moana
- 2020: Hamilton
- 2021: In the Heights
- 2021: Vivo – Plin de viață (Vivo)
- 2021: Encanto